# Ptychostomum cernuum
Ptychostomum cernuum là một loài Rêu trong họ Bryaceae. Loài này được (Hedw.) Hornsch. miêu tả khoa học đầu tiên năm 1822.